# Scopula nigrinotata
Scopula nigrinotata là một loài bướm đêm trong họ Geometridae. Chúng thường xuất hiện ở Ethiopia, Ghana, Malawi, Nigeria, Sierra Leone, Nam Phi, Sudan, Uganda và Zimbabwe.